# Daisy Beaumont
Daisy Beaumont, née le 5 mai 1973, est une actrice britannique, connue pour avoir parodié Catherine Zeta-Jones, Victoria Beckham ou Katie Price sur Channel 4.
Elle a joué dans divers téléfilms et a été une James Bond girl dans Le monde ne suffit pas (1999).
Récemment, elle a joué le rôle de la médecin-légiste Natasha Sachet dans la série Close Case : Affaires closes.

## Filmographie
- 1999 : Le monde ne suffit pas : Nina
- 2014 : Doctor Who : Maisie (saison 8, épisode La Momie de l'Orient-Express)
- 2014-2016 : Agatha Raisin : Marie Fortune